# Élections législatives marocaines de 2002
Les élections législatives de 2002 au Maroc se sont déroulées le 27 septembre 2002.

## Résultats
| Rang                           | Parti                                                     | Votes en % | Sièges | Évolution (Législatives 1997) |
| ------------------------------ | --------------------------------------------------------- | ---------- | ------ | ----------------------------- |
| 1er                            | Union socialiste des forces populaires (USFP)             | 15         | 50     | -7                            |
| 2e                             | Parti de l'Istiqlal (PI)                                  | 15         | 48     | +16                           |
| 3e                             | Parti de la justice et du développement (PJD)             | 13         | 42     | nouveau parti                 |
| 4e                             | Rassemblement national des indépendants (RNI)             | 13         | 41     | -5                            |
| 5e                             | Mouvement populaire (MP)                                  | 8          | 27     | -13                           |
| 6e                             | Mouvement national populaire (MNP)                        | 6          | 18     | -1                            |
| 7e                             | Union constitutionnelle (UC)                              | 5          | 16     | -34                           |
| 8e                             | Parti national-démocrate (PND)                            | 4          | 12     | +2                            |
| 9e                             | Front des forces démocratiques (FFD)                      | 4          | 12     | +3                            |
| 10e                            | Parti du progrès et du socialisme (PPS)                   | 3          | 11     | +2                            |
| 11e                            | Union démocratique (UD)                                   | 2          | 10     | nouveau parti                 |
| 12e                            | Mouvement démocratique et social (MDS)                    | 2          | 7      | -25                           |
| 13e                            | Parti socialiste démocratique (PSD)                       | 2          | 6      | +1                            |
| 14e                            | Parti Al Ahd Addimocrati (AHD)                            | 2          | 5      | nouveau parti                 |
| 15e                            | Alliance des libertés (ADL)                               | 1          | 4      | nouveau parti                 |
| 16e                            | Parti de la réforme et du développement (PRD)             | 1          | 3      | nouveau parti                 |
| 17e                            | Parti de la gauche socialiste unifiée (GSU)               | 1          | 3      | nouveau parti                 |
| 18e                            | Parti marocain libéral (PML)                              | 1          | 3      | nouveau parti                 |
| 19e                            | Parti des forces citoyennes (FC)                          | 1          | 2      | nouveau parti                 |
| 20e                            | Parti de l'environnement et du développement (PED)        | 1          | 2      | nouveau parti                 |
| 21e                            | Parti démocratique de l'indépendance (PDI)                | 1          | 2      | +1                            |
| 22e                            | Congrès national Ittihadi (CNI)                           | 0          | 1      | nouveau parti                 |
|                                | Total (taux de participation 51,6 %, bulletins nuls 15 %) | 100 %      | 325    |                               |
| Sources : Maghreb Arabe Presse |                                                           |            |        |                               |